# 1 Gwardyjska Brygada Pancerna

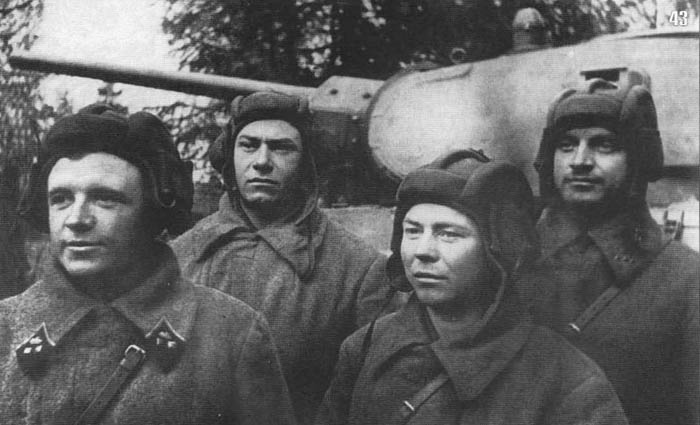
Dmitrij Ławrinienko, słynny radziecki czołgista wraz z załogą. 1 Gwardyjska Brygada Pancerna, październik 1941.

1 Gwardyjska Brygada Pancerna (ros. 1-я гвардейская танковая бригада) – jednostka pancerna Armii Czerwonej z okresu II wojny światowej, uczestniczyła w walkach przeciw najeźdzcom niemieckim m.in. na ziemiach polskich.
1 Gwardyjska Brygada Pancerna (1 BPancGw) została utworzona razkazem z 11 listopada 1941 przez przemianowanie 4 Brygady Pancernej w jednostkę gwardyjską.                                           Jej szlak bojowy w walce z niemieckim  najeźdzcą prowadził z rejonu Pokrowskoje m.in. przez Wołokołamsk, Woroneż, Charków, Kijów, Zbaraż, Obertyn, Jarosław, Sandomierz, Puławy, Łódź, Konin, Poznań, Świebodzin, Wejherowo, Rumia, i Sulęcin, a zakończył się w rejonie Fürstenwalde. 
W czasie ofensywy styczniowej brygada dowodzona przez płka Abrama Tiemnika o świcie 18 stycznia 1945 z marszu zajęła Aleksandrów Łódzki. Nie czekając na nadejście sił głównych kontynuowała natarcie co spowodowało, że Niemcy zajęli miasto ponownie. W tym czasie 1 BPancGw wchodziła w skład 8 Gwardyjskiego Korpusu Zmechanizowanego.
Pełniąca funkcję zastępcy dowódcy 1 batalionu w 1 Gwardyjskiej Brygadzie Pancernej Ukrainka A. Samysenko poległa w czasie bitwy o Białogard, była weteranką walk w obronie Republiki Hiszpańskiej. Udział dowódcy 2 batalionu kpt.Władimira Boczkowskiego w bitwie o Białogard doceniły w 1970 władze miasta nadając mu tytuł honorowego obywatela Białogardu.

## Dowództwo brygady
Dowódcy:
- płk Michaił Katukow (11.11.1941 - 02.04.1942)
- płk Nikołaj Czuchin (02.04.1942 - 18.09.1942)
- płk Władimir Gorełow (18.09.1942 - 05.07.1944)
- ppłk Władimir Mindlin (05.07.1944 - 24.08.1944)
- płk Aleksandr Borodin (24.08.1944 - 25.09.1944)
- płk Abram Tiemnik[2] (25.09.1944 - 27.04.1945)
- płk Wasilij Ziemliakow (02.05.1945 - 10.06.1945)[1].

Szefowie sztabu:
- ppłk Paweł Kulbiński (01.11.1941 - 31.03.1942)
- płk Nikołaj Byliński (01.03.1942 - 31.07.1942)
- ppłk Nison Rabinowicz (01.07.1942 - 31.12.1942)
- ppłk Michaił Sołowiew (01.12.1942 - 31.08.1944)
- płk Jewdokim Kaszyrski (01.08.1944 - 10.06.1945)[1].

## Struktura organizacyjna
- 1 batalion czołgów,
- 2 batalion czołgów,
- 3 batalion czołgów.
- batalion piechoty zmotoryzowanej (Моторизованный батальон автоматчиков) i inne[4].